# PGC 213705
LEDA/PGC 213705 ist eine Galaxie im Sternbild Löwe auf der Ekliptik, die schätzungsweise 222 Millionen Lichtjahre von der Milchstraße ist. Gemeinsam mit NGC 3251 bildet sie das gravitativ gebundene Galaxienpaar Holm 195.

Im selben Himmelsareal befindet sich u. a. die Galaxie IC 2583.